# Swinford Toll Bridge
Swinford Toll Bridge – płatny prywatny most nad Tamizą, położony na południe od miejscowości Eynsham, w pobliżu osady Swinford, w hrabstwie Oxfordshire, w Anglii. 
Swinford Toll Bridge jest jednym z dwóch płatnych mostów na Tamizie położonych na zachód od Londynu – drugim mostem jest Whitchurch Bridge.
Most, zbudowany z kamienia, w stylu georgiańskim, został otwarty w 1769 roku i zastąpił połączenie promowe. Jego budowa została sfinansowana przez Willoughby Bertiego, earla Abingdon. Na mocy aktu parlamentu z 1767 roku właściciel może pobierać myto (ang.: toll) od użytkowników mostu, nie płacąc od niego podatku, zabroniono też budowy innych mostów na Tamizie w promieniu 3 mil od Swinford.
W 1835 roku zniesione zostało myto dla pieszych przekraczających most. Za przejazd nie płacą również rowerzyści i motocykliści. Opłata za przejazd samochodu osobowego wynosi 5 pensów, autobusu – 12 pensów, autobusu piętrowego – 20 pensów, pojazdu z przyczepą – 10 pensów, a samochodu ciężarowego – 10 pensów za oś. Pomimo niskich opłat mieszkańcy prowadzą kampanię mającą na celu zniesienie opłat za przejazd, m.in. ze względu na opóźnienia wynikające z pobierania opłat. Rada hrabstwa Oxfordshire szacuje, że dziennie z mostu korzysta około 10 000 pojazdów.

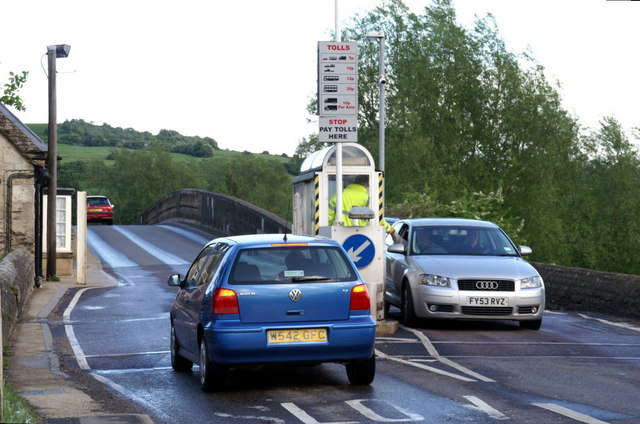
Pobieranie opłat
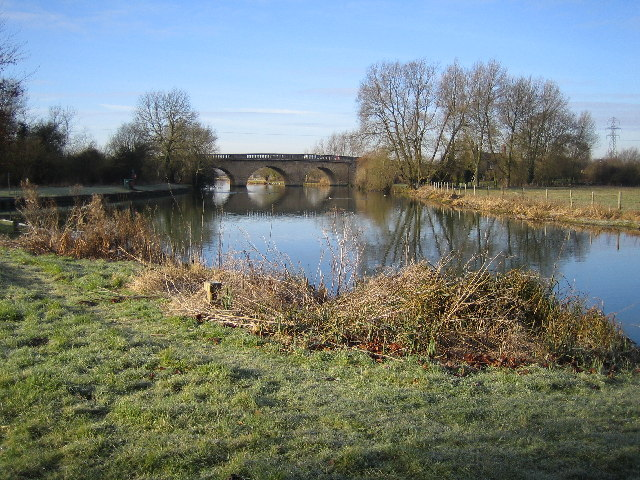
Okolica

W 2009 roku most został wystawiony na aukcji i sprzedany za 1 080 000 funtów.